# Massacre de Ludlow

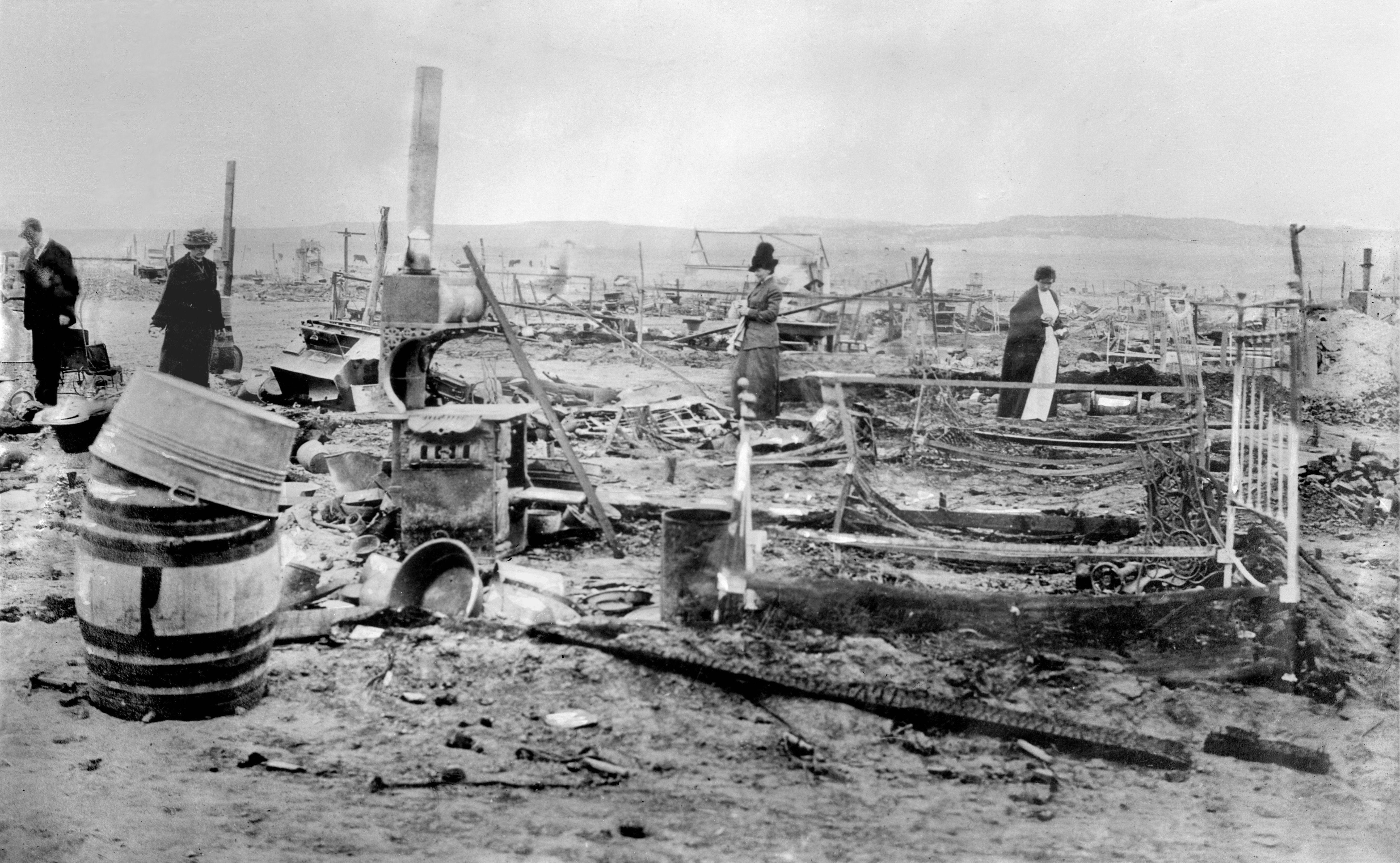
Ruínas de Ludlow após o massacre

O Massacre de Ludlow foi um massacre ocorrido nos Estados Unidos em 20 de abril de 1914, no Estado de Colorado, mais precisamente no que hoje é a cidade fantasma de Ludlow, no Condado de Las Animas. O massacre resultou de um ataque da Guarda Nacional do Colorado e guardas da empresa Colorado Fuel and Iron Company e habitado por 1 200 mineiros de carvão e suas famílias. Evento seminal das chamadas Guerras da Região Carbonífera do Colorado, o massacre  de Ludlow resultou na morte dezenas de pessoas, incluindo mulheres e crianças. O principal proprietário da mina, John D. Rockefeller, Jr., foi muito criticado, na época, por esse ataque.

## Antecedentes
No verão de 1913, o sindicato dos mineiros (United Mine Workers) começou a organizar os onze mil mineiros de carvão empregados pela Colorado Fuel & Iron Company, de propriedade da família Rockefeller. A maioria dos trabalhadores era consituída de imigrantes de primeira geração da Itália, Grécia e Sérvia. Muitos haviam sido contratados, dez anos antes, para substituir trabalhadores  grevistas. Em agosto, o sindicato convidou os representantes da empresa para que se reunissem a fim de discutir suas queixas - incluindo salários baixos,  longas jornadas de trabalho não regulamentadas e práticas administrativas que consideravam corruptas. O convite não foi aceito. Um mês depois, oito mil trabalhadores das minas do Colorado entraram em greve. Entre suas demandas estavam um aumento de 10%, jornada de oito horas e o direito de viver e negociar fora da cidade, que era de propriedade da empresa. Muitos dos direitos que reivindicavam eram exigidos pela lei do Colorado, mas não eram cumpridos.
Depois de serem despejados de suas casas, de propriedade da empresa, os trabalhadores se instalaram em  barracas improvisadas ao redor das minas, a maior das quais era o acampamento de Ludlow. Os Rockefellers responderam contratando uma agência de detetives - composta por "texanos desesperados e bandidos", que periodicamente atacavam os acampamentos, disparando rifles e espingardas, segundo  escreve Howard M. Gitelman  em seu livro Legacy of the Ludlow Massacre(1988). Em novembro, o governador do Estado ligou para a Guarda Nacional do Colorado, a pedido da empresa dos Rockefeller. Os salários da Guarda eram pagos pela família Rockefeller, que também contribuiu para formar milícias, cujos membros realizavam incursões e tiroteios esporádicos nos acampamentos.
A greve dos mineiros prolongou-se por meses e, em abril de 1914, John D. Rockefeller Jr. compareceu perante o Congresso, onde classificou a greve como "uma questão nacional, se for permitido aos trabalhadores  trabalhar sob condições que possam escolher". Ele recusou a possibilidade de permitir que "pessoas de fora" - ou seja, representantes dos sindicatos - "entrem e interfiram com empregados que estão completamente satisfeitos com suas condições de trabalho". O presidente do comitê perguntou a Rockefeller se ele sustentaria suas posições antissindicais, mesmo  "se isso lhe custasse toda a sua propriedade e matasse todos os seus empregados". Rockefeller respondeu: "É um grande princípio".
No dia 20 de abril, um dia depois da celebração da Páscoa Ortodoxa pelos mineiros (muitos deles gregos ou sérvios), quatro milicianos dispararam uma metralhadora contra alguns dos mineiros em greve, iniciando-se um tiroteio que duraria um dia. Naquela noite, a Guarda Nacional incendiou a colônia de Ludlow. Treze moradores que tentaram fugir foram baleados e mortos quando o acampamento foi queimado. Muitos outros morreram no incêndio. Na manhã seguinte, entre as ruínas da tenda da enfermaria, foram encontradas quatro mulheres e onze crianças que haviam tentado escapar do tiroteio e do incêndio, escondendo-se em um buraco que funcionava como depósito ou celeiro. Todas as crianças e duas das mulheres morreram. Uma sobrevivente, Mary Petrucci, perdeu três de seus filhos. Anos depois, ela relataria: "Eu saí do buraco. Havia luz e muita fumaça. Eu vaguei entre as cinzas até que um padre me encontrou. Eu não pude sentir nada. Eu estava com frio."
O número de mortos decorrentes do ataque varia segundo a fonte, variando em torno de 25 pessoas - homens, mulheres e crianças. Mas, nos tumultuados dias que se seguiram, o número de mortos chegaria a 66. Mas, segundo Julia May Courtney, que testemunhou os acontecimentos, cinquenta e cinco mulheres e crianças perecem quando as tendas de Ludlow foram incendiadas. Segundo ela, a milícia  ia de tenda em tenda, derramava óleo nas frágeis estruturas e colocava fogo nelas. Das tendas escaldantes se precipitaram  mulheres e crianças, que eram então espancadas e obrigadas a voltar para o fogo, sob uma chuva de balas. Equipes de resgate, que portavam a bandeira da Cruz Vermelha, tentavam em vão atravessar a linha de fogo, sendo impedidas pelos pistoleiros.
Ludlow foi o evento de maior letalidade na greve dos trabalhadores das minas de carvão do Colorado, que se estendeu de setembro de 1913 a dezembro de 1914. Os trabalhadores haviam parado em protesto contra as condições de trabalho impostas pelas empresas de mineração do Estado, especialmente as três maiores, que eram a Colorado Fuel & Iron Company, pertencente à família Rockefeller, a Rocky Mountain Fuel Company e a Victor-American Fuel Company.
Em retaliação pelos eventos de Ludlow, os mineiros se armaram e atacaram dezenas de outras minas nos dez dias que se seguiram, destruindo instalações e enfrentando a Guarda Nacional do Colorado em várias escaramuças ao longo de uma fronteira de 64 quilômetros, entre Trinidad e Walsenburg.
Para muitos americanos, o massacre expôs as consequências do poder praticamente ilimitado das empresas sobre os trabalhadores e da   ambivalência das suas relações com o trabalho organizado.